# Ossages
Ossages (Ossadjas, en occitan) est une commune française située dans le département des Landes en région Nouvelle-Aquitaine.
Le gentilé est Ossageois.

## Géographie

### Localisation
Commune située au sud-est de Dax et de Pouillon. C'est une commune limitrophe avec le département des Pyrénées-Atlantiques et son altitude varie entre 43 mètres et 148 mètres.
| - OpenStreetMap Limite communale. |

### Communes limitrophes
Les communes limitrophes sont  Baigts-de-Béarn, Habas, Mouscardès, Puyoô, Ramous, Saint-Girons-en-Béarn et Tilh.
|               | Mouscardès     | Tilh                          |
| Habas         | Ossages        | Saint-Girons-en-Béarn (P.-A.) |
| Puyoô (P.-A.) | Ramous (P.-A.) | Baigts-de-Béarn (P.-A.)       |

### Climat
Pour des articles plus généraux, voir Climat de la Nouvelle-Aquitaine et Climat des Landes.
Historiquement, la commune est exposée à un micro climat océanique basque.  
En 2020, Météo-France publie une typologie des climats de la France métropolitaine dans laquelle la commune est dans une zone de transition entre le climat océanique et le climat de montagne et est dans la région climatique  Pyrénées atlantiques, caractérisée par une pluviométrie élevée (>1 200 mm/an) en toutes saisons, des hiver très doux (7,5 °C en plaine) et des vents faibles.
Pour la période 1971-2000, la température annuelle moyenne est de 13,4 °C, avec une amplitude thermique annuelle de 14,2 °C. Le cumul annuel moyen de précipitations est de 1 233 mm, avec 12,6 jours de précipitations en janvier et 7,8 jours en juillet. Pour la période 1991-2020, la température moyenne annuelle observée sur la station météorologique la plus proche, située sur la commune d'Orthez à 12 km à vol d'oiseau, est de 14,1 °C et le cumul annuel moyen de précipitations est de 1 211,5 mm,. Pour l'avenir, les paramètres climatiques de la commune estimés pour 2050 selon différents scénarios d’émission de gaz à effet de serre sont consultables sur un site dédié publié par Météo-France en novembre 2022.

## Urbanisme

### Typologie
Au 1er janvier 2024, Ossages est catégorisée commune rurale à habitat très dispersé, selon la nouvelle grille communale de densité à sept niveaux définie par l'Insee en 2022.
Elle est située hors unité urbaine et hors attraction des villes,.

### Occupation des sols

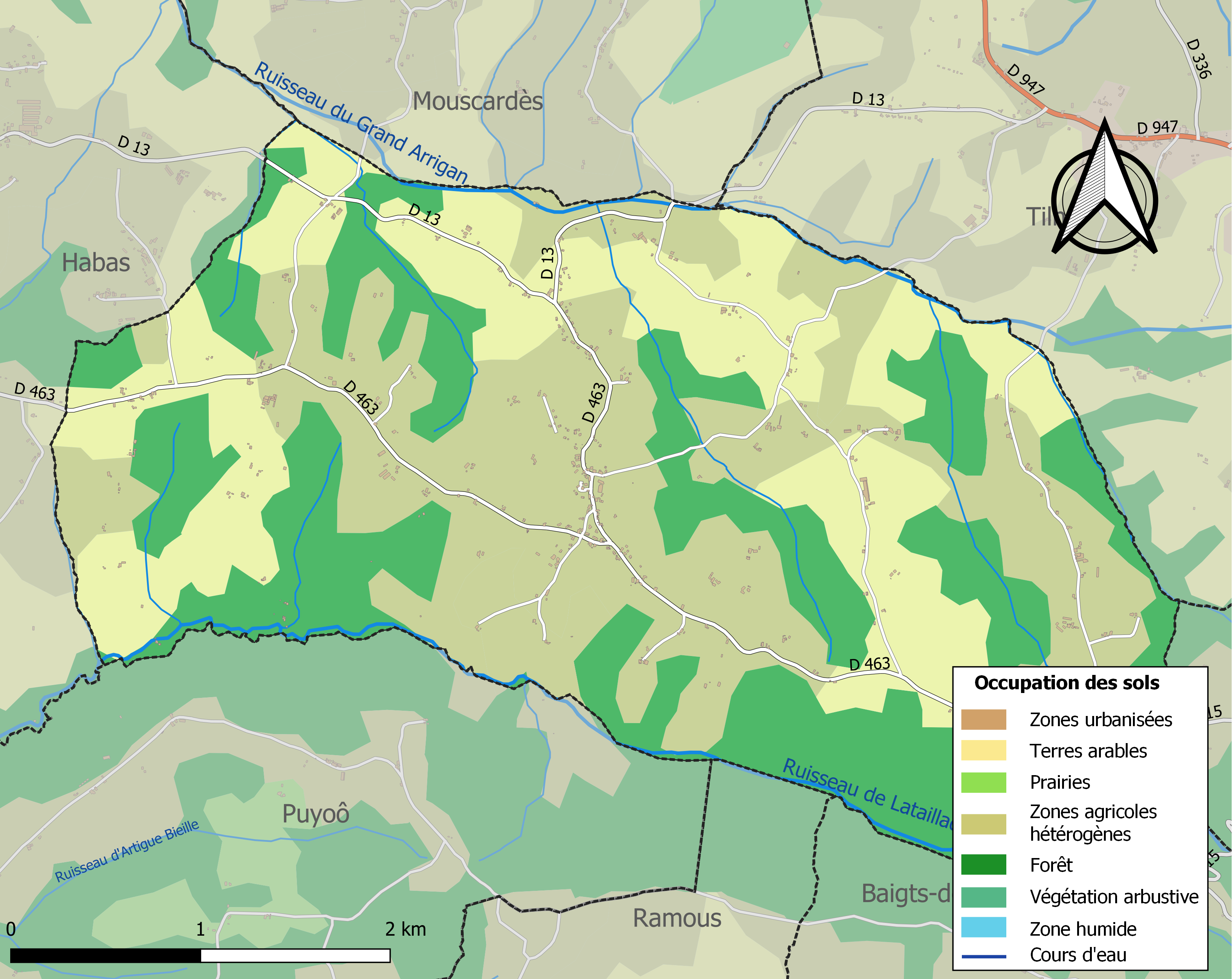
Carte des infrastructures et de l'occupation des sols de la commune en 2018 (CLC).

L'occupation des sols de la commune, telle qu'elle ressort de la base de données européenne d’occupation biophysique des sols Corine Land Cover (CLC), est marquée par l'importance des territoires agricoles (68,3 % en 2018), une proportion sensiblement équivalente à celle de 1990 (68,5 %). La répartition détaillée en 2018 est la suivante : zones agricoles hétérogènes (41,6 %), forêts (31,7 %), terres arables (26,7 %). L'évolution de l’occupation des sols de la commune et de ses infrastructures peut être observée sur les différentes représentations cartographiques du territoire : la carte de Cassini (XVIIIe siècle), la carte d'état-major (1820-1866) et les cartes ou photos aériennes de l'IGN pour la période actuelle (1950 à aujourd'hui).

### Risques majeurs
Le territoire de la commune d'Ossages est vulnérable à différents aléas naturels : météorologiques (tempête, orage, neige, grand froid, canicule ou sécheresse), mouvements de terrains et séisme (sismicité modérée). Un site publié par le BRGM permet d'évaluer simplement et rapidement les risques d'un bien localisé soit par son adresse soit par le numéro de sa parcelle.
Les mouvements de terrains susceptibles de se produire sur la commune sont des tassements différentiels.

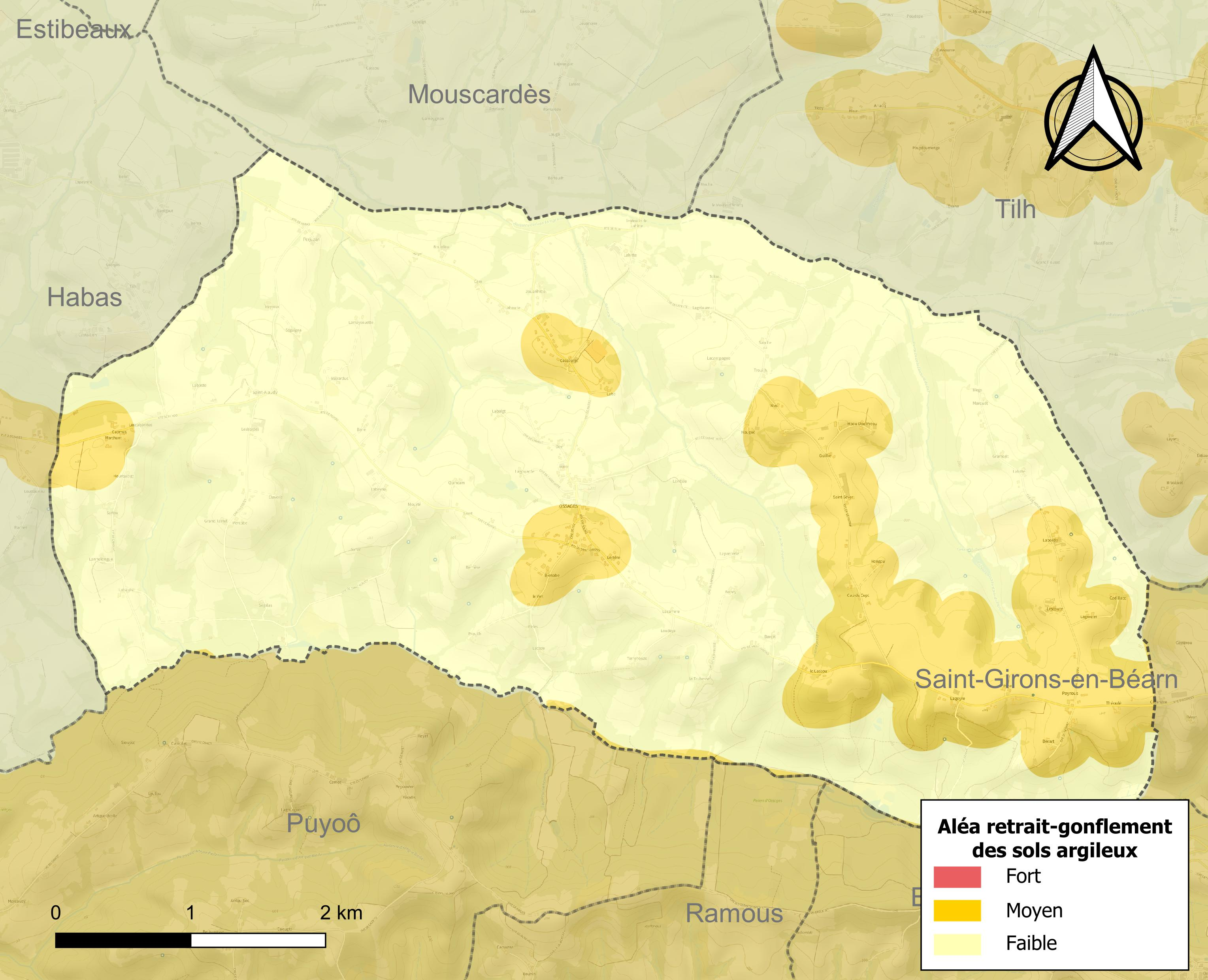
Carte des zones d'aléa retrait-gonflement des sols argileux d'Ossages.

Le retrait-gonflement des sols argileux est susceptible d'engendrer des dommages importants aux bâtiments en cas d’alternance de périodes de sécheresse et de pluie. 19,7 % de la superficie communale est en aléa moyen ou fort (19,2 % au niveau départemental et 48,5 % au niveau national). Sur les 243 bâtiments dénombrés sur la commune en 2019,  103 sont en aléa moyen ou fort, soit 42 %, à comparer aux 17 % au niveau départemental et 54 % au niveau national. Une cartographie de l'exposition du territoire national au retrait gonflement des sols argileux est disponible sur le site du BRGM,.
La commune a été reconnue en état de catastrophe naturelle au titre des dommages causés par les inondations et coulées de boue survenues en 1999, 2009 et 2018 et par des mouvements de terrain en 1999.

## Toponymie
Selon Julien Lesbats, le village tirerait son nom du latin « octavum decimum lapidem » (faisant référence à sa potion sur la route de Dax à Pampelune, au niveau de la 18e borne). L’auteur émet une seconde hypothèse qui ferait d’Ossages la contraction des mots gascons « Ort » (du latin « hortus », jardin) et « saye » (sage ou bon). Les toponymes Orsagges, Orsages (cartulaire de Sorde, vers 1105), Ussadges (1289) et Otsages (1299) sont attestés au moyen âge.
Son nom occitan gascon est Ossadjas.

## Politique et administration
| Période   | Période  | Identité            | Étiquette | Qualité     |
| --------- | -------- | ------------------- | --------- | ----------- |
| mars 2001 | 2008     | Pierre Michaut      |           |             |
| mars 2008 | 2014     | Michèle Guichemerre |           | Retraitée   |
| 2014      | 2018     | Frédéric Marcos     | DVG       | Instituteur |
| 2018      | En cours | Thierry Caloone     |           |             |

## Démographie
| 1793 | 1800 | 1806  | 1821  | 1831  | 1836  | 1841  | 1846  | 1851  |
| ---- | ---- | ----- | ----- | ----- | ----- | ----- | ----- | ----- |
| 920  | 993  | 1 066 | 1 063 | 1 142 | 1 100 | 1 070 | 1 067 | 1 036 |

| 1856  | 1861 | 1866 | 1872 | 1876 | 1881 | 1886 | 1891 | 1896 |
| ----- | ---- | ---- | ---- | ---- | ---- | ---- | ---- | ---- |
| 1 028 | 952  | 935  | 901  | 846  | 845  | 843  | 810  | 807  |

| 1901 | 1906 | 1911 | 1921 | 1926 | 1931 | 1936 | 1946 | 1954 |
| ---- | ---- | ---- | ---- | ---- | ---- | ---- | ---- | ---- |
| 840  | 875  | 826  | 731  | 734  | 698  | 701  | 660  | 607  |

| 1962 | 1968 | 1975 | 1982 | 1990 | 1999 | 2005 | 2006 | 2010 |
| ---- | ---- | ---- | ---- | ---- | ---- | ---- | ---- | ---- |
| 566  | 520  | 453  | 423  | 386  | 423  | 442  | 449  | 478  |

| 2015 | 2020 | 2022 | - | - | - | - | - | - |
| ---- | ---- | ---- | - | - | - | - | - | - |
| 502  | 499  | 493  | - | - | - | - | - | - |

## Lieux et monuments
- Église Sainte-Madeleine d'Ossages.

## Personnalités liées à la commune
- Henri Meunier (1880-1934), écarteur.